# Artabazes
Artabazes (em grego: Ἀρταβάζης; romaniz.: Artabázes; em armênio/arménio: Արտավազդ; romaniz.: Artawazdah) foi um oficial bizantino de origem armênia, ativo durante o reinado do imperador Justiniano (r. 527–565).

## Etimologia
O antropônimo Artabazes foi uma helenização do armênio Artavazd. Deriva do avéstico Ašavazdah-, que significa "aquele que promove a justiça". O nome ainda foi registrado como Artabasdes (Αρταβάσδης), Artauasdes (Αρταουάσδης), Artabazos (Αρτάβαζος) e Artabasdos (Ἀρτάβασδος) em grego, Artabazo (Artabazus), Artavasdes e Artavazdes em latim e Artabatus (ارتاباتوس) em árabe.

## Vida
Artabazes foi um dos arcontes do exército bizantino fora de Verona na primavera de 542, quando comandou as tropas persas da fortaleza de Sisaurano, na fronteira oriental. Na ocasião, o simpatizante bizantino chamado Marciano decidiu trair a cidade. À noite, para assegurar a entrada segura do exército inteiro, escolheu 100 homens e tomou os portões quando estavam abertos. Com esse sucesso, os godos fugiram de Verona, enquanto os bizantinos esperavam do lado de fora da cidade seus comandantes deliberarem sobre a divisão dos espólios. Ao perceberem isso, os godos reentraram na cidade e a retomaram. Quando chegaram a um acordo, os bizantinos notaram que a cidade estava bloqueada para eles e Artabazes estava preso no interior. Ele e seus homens foram forçados a lutar, mas sua única escapatória foi pular dos muros, no que muitos morreram. Sobreviveu ileso e retornou para os bizantinos, a quem reprovou veementemente. Acompanhou os bizantinos para Favência, onde aparece solicitando em vão um ataque contra o rei Tótila (r. 541–552) e seu exército enquanto estavam cruzando o rio em desordem. Antes da subsequente Batalha de Favência, lutou em combate solo com o campeão gótico, Valaris, e matou-o, mas foi fatalmente ferido. Procópio louvou-o como um bom soldado.